# István utca
István utca est une rue de Budapest, située dans le quartier d'Erzsébetváros (7e arrondissement).